# Kalaharigärdsmygssångare
Kalaharigärdsmygssångare (Calamonastes fasciolatus) är en fågel i familjen cistikolor inom ordningen tättingar.

## Utseende och läte
Kalaharigärdsmygssångaren är en långstjärtad brunaktig sångare. I alla dräkter uppvisar den kraftig tvärbandning undertill, men kan i häckningsdräkt döljas av ett brunt band tvärs över bröstet. Arten liknar miombogärdsmygssångaren, men överlappar knappt i utbredning och skiljs åt genom sotigare undersida och mörkare öga. Vanliga sången är en vibrerande, metallisk ton som upprepas ofta. Ett annat läte är ett upprepat "gid-yup".

## Utbredning och systematik
Kalaharigärdsmygssångare delas in i tre underarter med följande utbredning:
- C. f. pallidior – sydvästra Angola
- C. f. fasciolatus – centrala Namibia till Botswana, Zimbabwe och norra Kapprovinsen
- C. f. europhilus – sydöstra Botswana, södra Zimbabwe och nordöstra Sydafrika (Fristatsprovinsen till Limpopo)

### Familjetillhörighet
Cistikolorna behandlades tidigare som en del av den stora familjen sångare (Sylviidae). Genetiska studier har dock visat att sångarna inte är varandras närmaste släktingar. Istället är de en del av en klad som även omfattar timalior, lärkor, bulbyler, stjärtmesar och svalor. Idag delas därför Sylviidae upp i ett antal familjer, däribland Cisticolidae. 

## Levnadssätt
Kalaharigärdsmygssångaren är rätt ovanligt förekommande i torr törnig savann. Den reser ofta stjärten över ryggen likt en gärdsmyg, därav namnet.

## Status
Arten har ett stort utbredningsområde och beståndet anses stabilt. Internationella naturvårdsunionen IUCN listar den därför som livskraftig (LC).

## Namn
Kalahari är ett stort öken- och stäppområde i södra Afrika.